# ホラズム・シャー朝

ホラズム・シャー朝
ホラズム朝
خوارزمشاهیان 

ホラズム・シャー朝の最大領土

ホラズム・シャー朝（ホラズム・シャーちょう、ペルシア語: خوارزمشاهیان Khwārazmshāhiyān フワーラズムシャーヒヤーン）は、アム川下流域ホラズムの地方政権として起こり、モンゴル帝国によって滅ぼされるまでに中央アジアからイラン高原に至る広大な領域支配を達成したイスラム王朝（1077年 - 1231年）。ホラズム朝、フワーラズム朝、コラズム朝とも呼ぶ。
ペルシア語でホラズム・シャーという王号をもつ君主を頂いた自立・半自立のホラズム王国は、アラブ人の進入以前からイスラム化の変動を経つつもホラズムの支配者として興亡を繰り返してきたが、通例ホラズム・シャー朝と呼ばれるのは11世紀にセルジューク朝から自立した政権を指す。

## 歴史

### 建国から拡大の時代
ホラズム・シャー朝は、セルジューク朝に仕えたテュルク系のマムルーク、アヌーシュ・テギーンが、1077年にその30年ほど前まではガズナ朝の領土であったホラズム地方の総督に任命されたのを起源とする。アヌーシュ・テギーンの死後、その子クトゥブッディーン・ムハンマドが1097年頃にセルジューク朝によりホラズムの総督に任命され、ホラズム・シャーを自称した。
ムハンマドの死後、ホラズム・シャーの位を世襲したアトスズは、1135年頃にセルジューク朝から自立の構えを見せた。1138年、ホラズムの南のホラーサーンを本拠地とするセルジューク朝のスルターン・サンジャルによって打ち破られ、再びセルジューク朝に屈服した。この時にアトスズは長子のアトルグを捕殺されており、領土と息子を失った恨みからカラ・キタイ（西遼）を中央アジアに呼び寄せたという説もある。1141年、カトワーンの戦いでサンジャルがカラ・キタイに敗れると再び離反し、以後もサンジャルとの間で反抗と屈服を繰り返した。しかし、カラ・キタイの将軍エルブズによってホラズム地方が破壊され、カラ・キタイに貢納を誓約した。
1157年、サンジャルの死をもってホラーサーンのセルジューク朝政権が解体すると、ホラズム・シャーは再び自立を果たした。しかし今度は、セルジューク朝に代わって中央アジアに勢力を広げたカラ・キタイへと、時に服属しなければならなかった。
1172年よりホラズム・シャーのスルターン・シャーと、その異母兄アラーウッディーン・テキシュの間で王位争いが起こり、弟に対抗して西部に自立したテキシュは初めてスルターンを称した。争いは長期化するが、1189年にテキシュがスルターン・シャーと講和して王位を認められ、1193年のスルターン・シャーの死によってホラズム・シャー朝の最終的な再統合を果たす。
テキシュの治世にホラズム・シャー朝は、イランへの拡大を開始する。1194年にはアゼルバイジャンのアタベク政権イルデニズ朝の要請に応じて、中央イランのレイでイラク・セルジューク朝のトゥグリル2世を破ってセルジューク朝を滅ぼし、西イランまでその版図に収めた。1197年、テキシュはアッバース朝のカリフから正式にイラクとホラーサーンを支配するスルターンとして承認され、大セルジューク朝の後継者として自他ともに認められることとなった。
もともとホラズム・シャーはマムルークの出身で部族的繋がりを持たないものの、王朝の軍事力はホラズム周辺のテュルク系遊牧民に大きく依存しており、テキシュの覇権にはアラル海北方のテュルク系遊牧民カンクリやキプチャクの力が大きな役割を果たした。テキシュの妻の一人であるテルケン・ハトゥンはカンクリの出身であり、彼女の生んだ王子ムハンマド（アラーウッディーン）が1200年にテキシュの後を継いで第7代スルターンに即位する。

### 大帝国の建設と崩壊
テキシュの子アラーウッディーン・ムハンマドの治世に、ホラズム・シャー朝は最盛期を迎えた。アラーウッディーンはホラーサーンに侵入したゴール朝を撃退したうえ、逆にゴール朝のホラーサーンにおける拠点都市ヘラートを奪った。カラ・キタイの宗主権下で辛うじて存続していた西カラハン朝は臣従と引き換えにアラーウッディーンにカラ・キタイへの反攻を要請し、1208年（1209年）にカラ・キタイを攻撃した。アラーウッディーンはカラ・キタイに敗れてホラズム内に彼が戦死した噂まで流れるが、1210年には西カラハン朝に加えてナイマン部と同盟してスィル川を渡り、キタイ人を破った。同1210年（もしくは1212年）に、ホラズムへの臣従を拒絶した西カラハン朝を完全に滅ぼして、アム川とスィル川の間に広がるマー・ワラー・アンナフルを勢力下に置き、首都をサマルカンドに移した。
さらにはシハーブッディーンの死後急速に分裂し始めたゴール朝を打ち破り、現在のアフガニスタン中央部までほとんどを征服、1215年にゴール朝を滅ぼした。アラーウッディーンはゴール朝のホラズム侵入をアッバース朝の扇動によるものと考え、バグダードの領有とカリフの地位を望んだ。アッバース朝が招集したファールスやイルデニズ朝を破り、1217年にはイラクに遠征してアッバース朝に圧迫を加えてイランのほとんど全域を屈服させるに至り、ホラズム・シャー朝の勢力は中央アジアから西アジアまで広がる大帝国へと発展した。
しかしホラズム・シャー朝の没落もまた、アラーウッディーンの時代に劇的に進むこととなった。ホラズム・シャー朝が最大版図を達成したのと同じ頃、モンゴル帝国がカラ・キタイの政権を奪ったナイマン部のクチュルクを滅ぼし、ホラズム・シャー朝と中央アジアで境を接するようになっていた。アラーウッディーンはモンゴル帝国のチンギス・カンと誼を通じていたが、1216年にスィル川河畔のオトラルで、ホラズム・シャー朝のオトラル総督イナルチュクが、モンゴルの派遣した商業使節が中央アジア侵攻のための密偵であると疑い、一行400人を殺害してその保持する商品を奪う事件が起こった。モンゴルからイナルチュクの引き渡しを要求する使者が到着するが、アラーウッディーンはテルケン・ハトゥンの親族であるイナルチュクの引き渡しを拒み、使者を殺害あるいは侮辱した。

### モンゴル襲来と滅亡
おそらくかねてから中央アジア侵攻の機会をうかがっていたモンゴル帝国のチンギス・カンは、この事件を機にホラズム・シャーへの復讐を決し、1219年にチンギス・カン自ら率いるモンゴル軍の大規模な侵攻を開始した。アラーウッディーンは、カンクリ族を含む遊牧民諸部族の寄り合いだったため、モンゴルの侵攻に対しては内紛と反抗の危険性に脅かされていた。これにより、モンゴルの侵攻に対して寝返りの危険がある野戦で迎撃する作戦を取ることができず、兵力を分散してサマルカンド、ブハラなど中央アジアの各都市での籠城戦を行なった。その結果、各都市は綿密に侵攻計画を準備してきたモンゴル側の各個撃破にあって次々に落城、破壊され、ホラズム・シャー朝は防衛線をほとんど支えられないまま短期間で事実上崩壊した。アラーウッディーン・ムハンマドはイラン方面に逃れ、逃亡先のカスピ海上の小島で死亡した。
モンゴル軍の侵攻に際し辛うじて抵抗を続けることができたのは、アラーウッディーンの子ジャラールッディーンであった。ジャラールッディーンはアフガニスタン方面でモンゴルと戦いながら次第に南へと後退し、一時はインダス川を渡ってインドに入った。ジャラールッディーンはインドの奴隷王朝に支援を求めるが拒絶され、奴隷王朝とインドの領主たちはジャラールッディーンを放逐するために同盟した。ジャラールッディーンはイランに戻って各地を転戦、エスファハーンで独立した弟ギヤースッディーンを破る。イラクを経てアゼルバイジャンに入り、1225年に当地のアタベク政権イルデニズ朝を滅ぼしてタブリーズに入城した。
ジャラールッディーンは、アゼルバイジャンを拠点にグルジア王国を攻撃して南カフカスから東アナトリアに勢力を広げるが、1227年にギヤースッディーンの裏切りによってモンゴル軍との会戦に敗れる。ジャラールッディーンはギヤースッディーンを再び破り、イラクに進出した。アナトリア中央部を支配するルーム・セルジューク朝と婚姻関係を結ぼうと試みたが、東部アナトリアの領土を巡って交渉は決裂した。1230年、ジャラールッディーンは東部アナトリアのエルズィンジャン近郊でルーム・セルジューク朝とダマスカスを支配するアイユーブ朝の地方政権の連合軍に敗れ、その兵力の半数を失った。
1231年、チンギスの死後に後を継いだオゴデイ・カアンはイラン方面に将軍チョルマグンを指揮官とする討伐隊を派遣する。宰相シャラフ・アル＝ムルクをはじめとする配下と、モンゴル軍の到来を知ったアゼルバイジャンの住民はジャラールッディーンに反旗を翻した。モンゴル軍の攻撃を受けたジャラールッディーンは東部アナトリアのアーミド（現在のディヤルバクル）近郊の山中に逃亡するが、怨恨を抱く現地のクルド人によって殺害される。ジャラールッディーンの死により、ホラズム・シャー朝は滅びた。

## 文化
ホラズム・シャー朝の統治下で、ホラズム地方は中央アジアにおけるペルシア文学とアラビア語による学術研究の中心地となった。アフマド・ヤサヴィー、スライマーン・バキルガニーらは、イスラームの布教のため、ホラズム・シャー朝の民衆に向けた文学作品を残した。ジャラールッディーンの時代には、彼にトルコ語の文典が捧げられた。
クトゥブッディーン・ムハンマドの治世に、ペルシア語による医学書『ホラズム・シャーの貯蔵庫』が宮廷に献呈された。

## 歴代スルターン
1. アヌーシュ・テギーン（1077年 - 1097年）
2. クトゥブッディーン・ムハンマド（1097年 - 1127年）
3. アトスズ（1127年 - 1156年）
4. イル・アルスラン（1156年 - 1172年）
5. ジャラールッディーン・スルターン・シャー（1172年 - 1193年）
6. アラーウッディーン・テキシュ（1172年 - 1200年）
7. アラーウッディーン・ムハンマド（1200年 - 1220年）
8. ジャラールッディーン・メングベルディー（1220年 - 1231年）

## 系図
|  |  | アヌーシュ・テギーン1                   |                               |                               |                               |                               |                               |  |  |                                           |                                           |                                           |                                           |                                           |                                           |  |  |  |  |  |  |  |  |
|  |  |                                         |                               |                               |                               |                               |                               |  |  |                                           |                                           |                                           |                                           |                                           |                                           |  |  |  |  |  |  |  |  |
|  |  | クトゥブッディーン・ムハンマド2         |                               |                               |                               |                               |                               |  |  |                                           |                                           |                                           |                                           |                                           |                                           |  |  |  |  |  |  |  |  |
|  |  |                                         |                               |                               |                               |                               |                               |  |  |                                           |                                           |                                           |                                           |                                           |                                           |  |  |  |  |  |  |  |  |
|  |  | アトスズ3                               |                               |                               |                               |                               |                               |  |  |                                           |                                           |                                           |                                           |                                           |                                           |  |  |  |  |  |  |  |  |
|  |  |                                         |                               |                               |                               |                               |                               |  |  |                                           |                                           |                                           |                                           |                                           |                                           |  |  |  |  |  |  |  |  |
|  |  | イル・アルスラン4                       |                               |                               |                               |                               |                               |  |  |                                           |                                           |                                           |                                           |                                           |                                           |  |  |  |  |  |  |  |  |
|  |  |                                         |                               |                               |                               |                               |                               |  |  |                                           |                                           |                                           |                                           |                                           |                                           |  |  |  |  |  |  |  |  |
|  |  |                                         |                               |                               |                               |                               |                               |  |  |                                           |                                           |                                           |                                           |                                           |                                           |  |  |  |  |  |  |  |  |
|  |  | アラーウッディーン・テキシュ6           | アラーウッディーン・テキシュ6 | アラーウッディーン・テキシュ6 | アラーウッディーン・テキシュ6 | アラーウッディーン・テキシュ6 | アラーウッディーン・テキシュ6 |  |  | ジャラールッディーン・スルターン・シャー5 | ジャラールッディーン・スルターン・シャー5 | ジャラールッディーン・スルターン・シャー5 | ジャラールッディーン・スルターン・シャー5 | ジャラールッディーン・スルターン・シャー5 | ジャラールッディーン・スルターン・シャー5 |  |  |  |  |  |  |  |  |
|  |  | アラーウッディーン・テキシュ6           | アラーウッディーン・テキシュ6 | アラーウッディーン・テキシュ6 | アラーウッディーン・テキシュ6 | アラーウッディーン・テキシュ6 | アラーウッディーン・テキシュ6 |  |  | ジャラールッディーン・スルターン・シャー5 | ジャラールッディーン・スルターン・シャー5 | ジャラールッディーン・スルターン・シャー5 | ジャラールッディーン・スルターン・シャー5 | ジャラールッディーン・スルターン・シャー5 | ジャラールッディーン・スルターン・シャー5 |  |  |  |  |  |  |  |  |
|  |  | アラーウッディーン・ムハンマド7         |                               |                               |                               |                               |                               |  |  |                                           |                                           |                                           |                                           |                                           |                                           |  |  |  |  |  |  |  |  |
|  |  |                                         |                               |                               |                               |                               |                               |  |  |                                           |                                           |                                           |                                           |                                           |                                           |  |  |  |  |  |  |  |  |
|  |  | ジャラールッディーン・メングベルディー8 |                               |                               |                               |                               |                               |  |  |                                           |                                           |                                           |                                           |                                           |                                           |  |  |  |  |  |  |  |  |